# Idiophyes virescens
Idiophyes virescens is een keversoort uit de familie zwamkevers (Endomychidae). De wetenschappelijke naam van de soort werd in 1903 gepubliceerd door Charles Adolphe Albert Fauvel.